# National Woman's Party
Il National Woman's Party (NWP) è stata un'organizzazione politica femminile americana costituita nel 1916 per lottare per il suffragio femminile. Dopo aver raggiunto questo obiettivo con l'adozione nel 1920 del Diciannovesimo Emendamento alla Costituzione degli Stati Uniti, il NWP promosse altre problematiche, tra cui l'Emendamento sulla Parità dei Diritti. La leader più importante del National Woman's Party fu Alice Paul e la sua iniziativa più notevole fu la veglia delle Silent Sentinels del 1917-1919 fuori dai cancelli della Casa Bianca.
A partire dal 1º gennaio 2021, il NWP cessò le attività come propria organizzazione no profit indipendente e cedette i suoi diritti sui marchi registrati e gli altri utilizzi del nome del partito all'Alice Paul Institute. L'Alice Paul Institute invitò tre membri del consiglio di amministrazione del NWP a unirsi al proprio consiglio e in seguito creerà un nuovo comitato per "consigliare su una potenziale espansione dei programmi nell'area di Washington, D.C. e a livello nazionale".

## Panoramica
Il National Woman's Party è stata una conseguenza dell'Unione del Congresso per il Suffragio Femminile, che era stata costituita nel 1913 da Alice Paul e Lucy Burns per lottare per il suffragio femminile. Il National Woman's Party si staccò dalla molto più grande National American Woman Suffrage Association, che si era concentrata sul tentativo di ottenere il suffragio femminile a livello statale. Il NWP diede la priorità all'approvazione di un emendamento costituzionale che garantisse il suffragio femminile in tutti gli Stati Uniti.

## Gli albori
Alice Paul era strettamente legata all'England's Women's Suffrage Political Union (WSPU), organizzata da Emmeline Pankhurst. Mentre era una studentessa universitaria in Inghilterra, fu impegnata dai Pankhurst e dalla loro campagna per il suffragio inglese. Durante questo periodo Alice Paul incontrò Lucy Burns, che sarebbe diventata una co-fondatrice del NWP. Sebbene la Paul fosse strettamente legata alla campagna militante per il suffragio in Inghilterra, quando partì per sostenere il suffragio negli Stati Uniti, fu invece una pioniera della disobbedienza civile negli Stati Uniti. Ad esempio i membri della WSPU molestarono i membri del parlamento, sputarono sugli agenti di polizia e appiccarono incendi dolosi.
Mentre le suffragette britanniche interruppero le loro proteste nel 1914 per sostenere lo sforzo bellico britannico, la Paul continuò la sua lotta per l'uguaglianza delle donne e organizzò picchettaggi del presidente in tempo di guerra per mantenere l'attenzione sulla mancanza di emancipazione delle donne. I membri del NWP sostennero che era ipocrita per gli Stati Uniti combattere una guerra per la democrazia in Europa mentre negavano i benefici a metà della popolazione statunitense. Argomenti simili venivano discussi in Europa, dove la maggior parte delle nazioni alleate d'Europa aveva concesso il diritto di voto ad alcune donne o presto lo avrebbe fatto.
Dopo la loro esperienza con l'attività di suffragio militante in Gran Bretagna, Alice Paul e Lucy Burns si riunirono negli Stati Uniti nel 1910. Le due donne furono originariamente assegnate al Comitato congressuale della National American Woman Suffrage Association (NAWSA). Nel marzo 1913 organizzarono la prima parata per il suffragio nazionale di 5.000-8.000 donne (secondo stime diverse) a Washington, D.C., il giorno prima dell'insediamento di Woodrow Wilson. Questa fu concepita come una tattica politica per mostrare la forza delle donne e per dimostrare che avrebbero perseguito i loro obiettivi sotto l'amministrazione di Wilson. A guidare la parata c'era Inez Milholland che era vestita tutta di bianco e cavalcava un cavallo bianco, che in seguito servì come simbolo del movimento per il suffragio. Questa posizione della Millholland all'inizio della parata era strategica per via della sua bellezza, la Paul sapeva che avrebbe attirato l'attenzione dei media e dei seguaci. Una delle critiche a questa prima parata per il suffragio nazionale fu l'impedimento alle donne di colore dal partecipare fianco a fianco con le donne bianche. Anche se la Paul non si oppose mai al diritto di voto delle donne di colore, impedì loro di marciare con le donne bianche e le costrinse a restare in fondo alla parata con gli uomini per placare le donne del sud. Il corteo si trasformò rapidamente in un caos per le violente reazioni della folla e per la mancanza di sostegno da parte della polizia locale. La polizia di Washington fece poco per aiutare le suffragette, ma le donne furono assistite dalla Guardia Nazionale del Massachusetts, dalla Guardia Nazionale della Pennsylvania e dai ragazzi del Maryland Agricultural College, che crearono una barriera umana per proteggere le donne dalla folla inferocita.
Dopo questo incidente, che la Paul usò efficacemente per mobilitare l'opinione pubblica alla causa del suffragio, Paul e Burns fondarono la Congressional Union for Woman Suffrage nell'aprile 1913, che si separò dalla NAWSA nello stesso anno. C'erano molte ragioni per la scissione, ma principalmente Paul e Burns erano frustrate dall'approccio più lento del National di concentrarsi sui singoli referendum statali e volevano portare avanti un emendamento del Congresso. Anche Alice Paul si era irritata sotto la guida di Carrie Chapman Catt, poiché aveva idee molto diverse su come svolgere il lavoro di suffragio e un diverso atteggiamento nei confronti della militanza. La Catt disapprovava le strategie radicali, ispirate dalle "Suffragette" britanniche, che Paul e Burns stavano cercando di attuare nell'American Suffrage Movement.
La divisione fu confermata da un'importante divergenza di opinioni sull'emendamento Shafroth-Palmer. Questo emendamento fu guidato dalla sostituzione di Alice Paul come presidente del Comitato congressuale nazionale ed era una sorta di compromesso inteso a placare il sentimento razzista nel sud. Shafroth-Palmer doveva essere un emendamento costituzionale che avrebbe richiesto a qualsiasi stato con più dell'8% di firmare una petizione di iniziativa per tenere un referendum statali sul suffragio. Ciò avrebbe tenuto il processo legislativo fuori dalle mani federali, una proposta più attraente per il sud. Gli stati del sud temevano un emendamento al suffragio femminile del Congresso come una possibile invasione federale nel loro sistema restrittivo di leggi sul voto, inteso a privare il diritto di voto all'elettore nero.
La Paul e la Burns ritenevano che questo emendamento fosse una distrazione letale dal vero e in definitiva necessario obiettivo di un emendamento federale onnicomprensivo che proteggesse i diritti di tutte le donne, soprattutto perché all'epoca i feroci cicli dei referendum statali erano percepiti come quasi dannosi per la causa. Nelle parole della Paul:

### Esponenti di spicco del Movimento

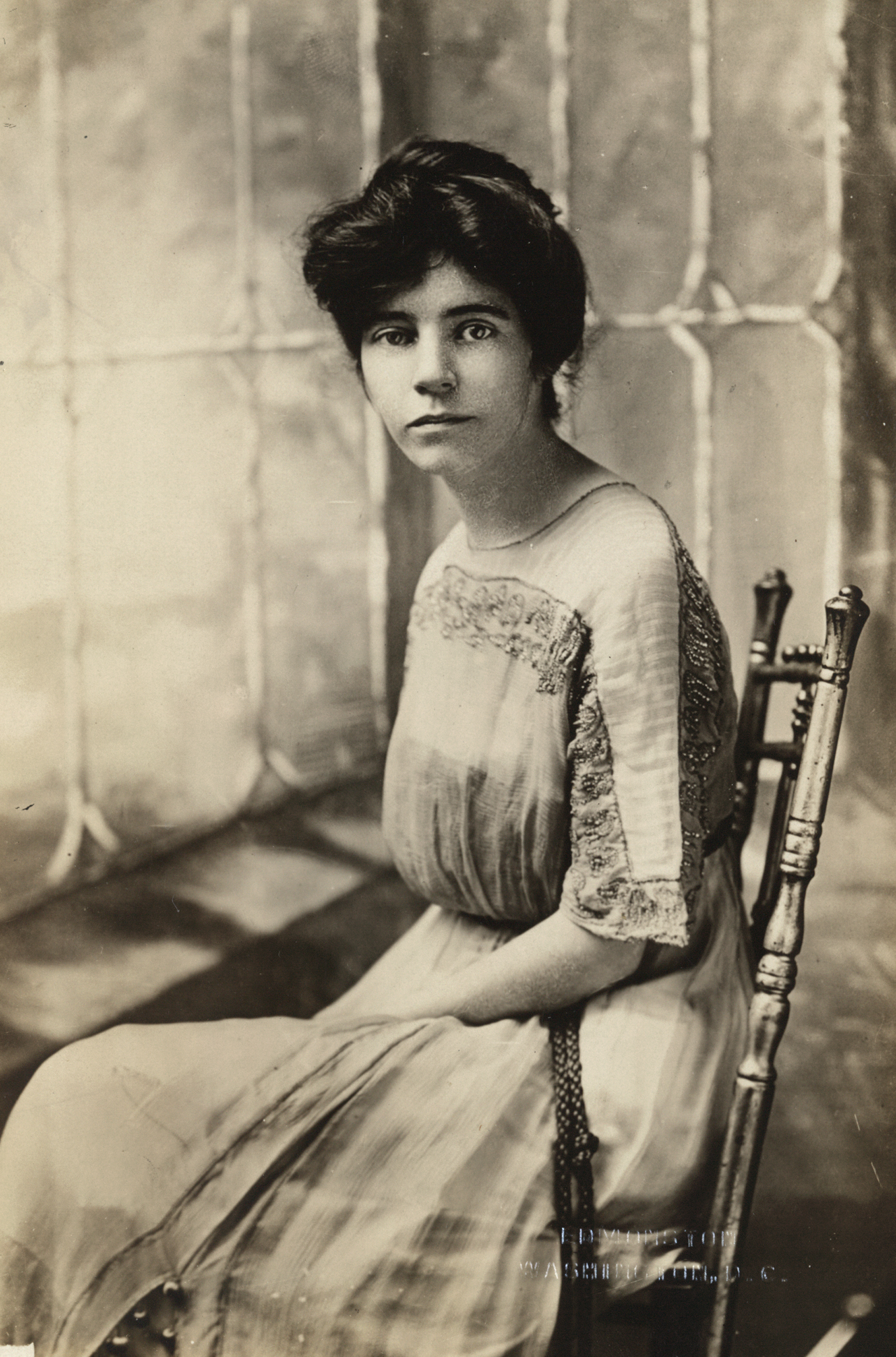
Fotografia di Alice Paul, 1915
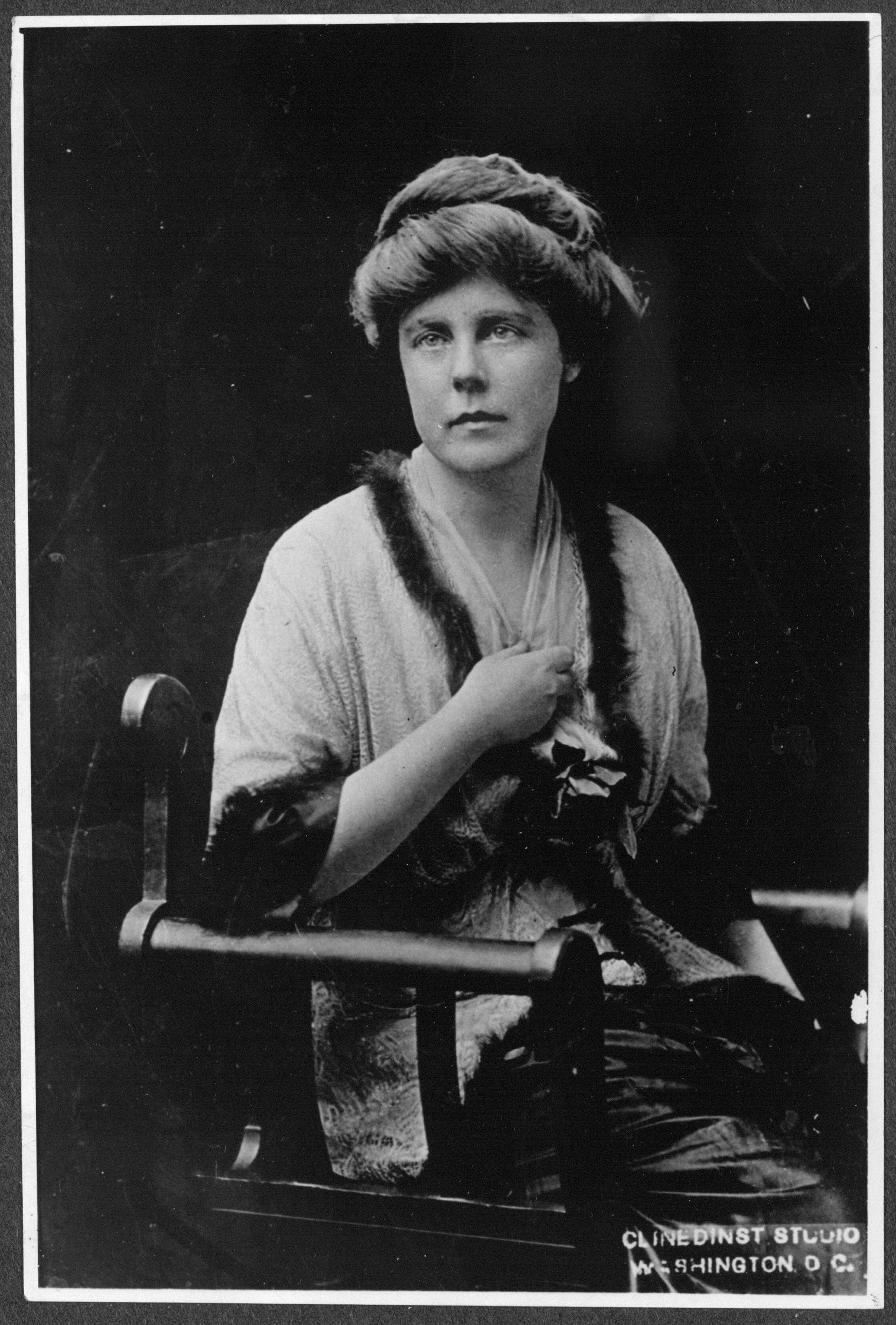
Lucy Burns, Vicepresidente dell'Unione del Congresso, 1913
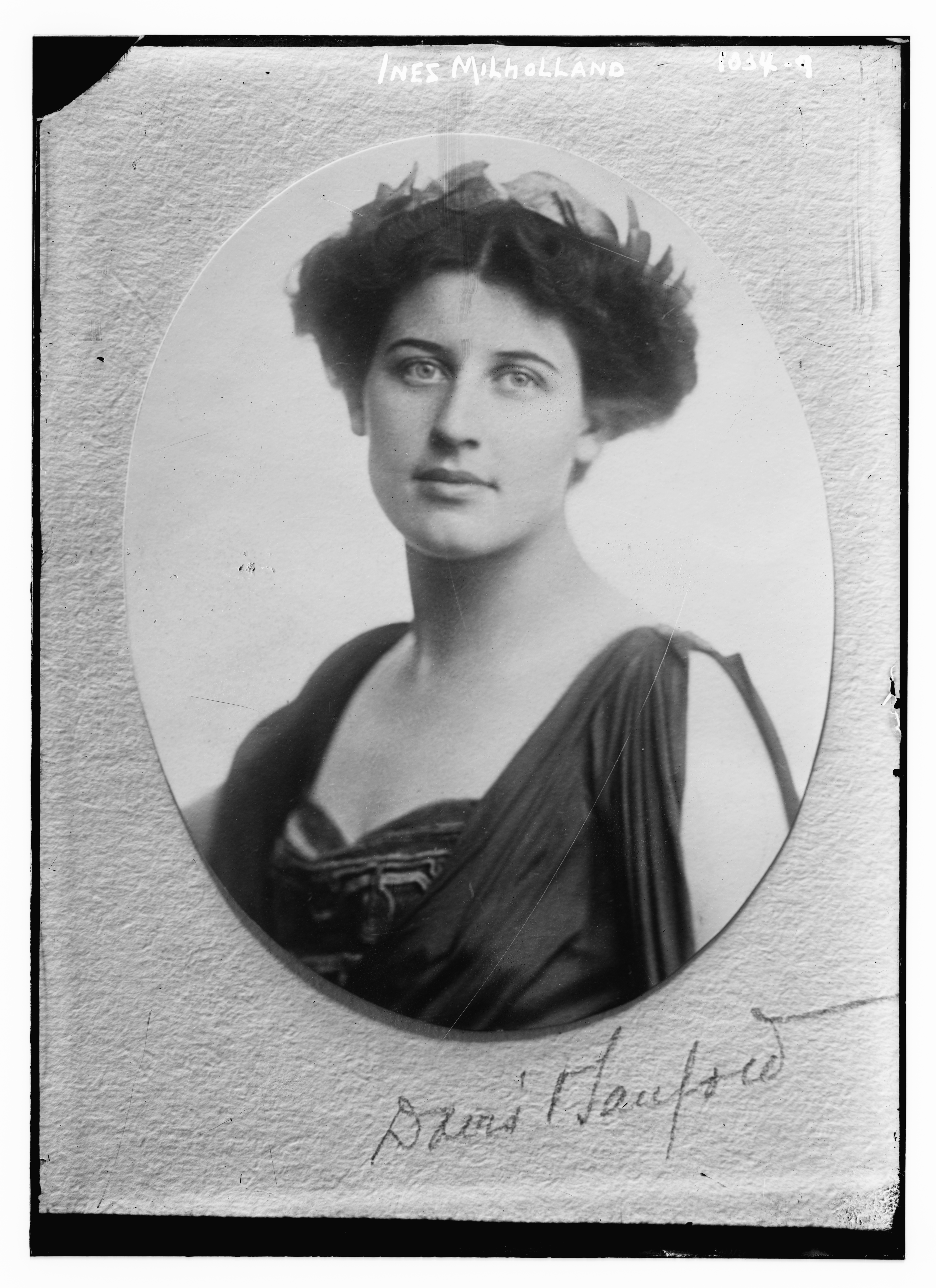
Inez Milholland
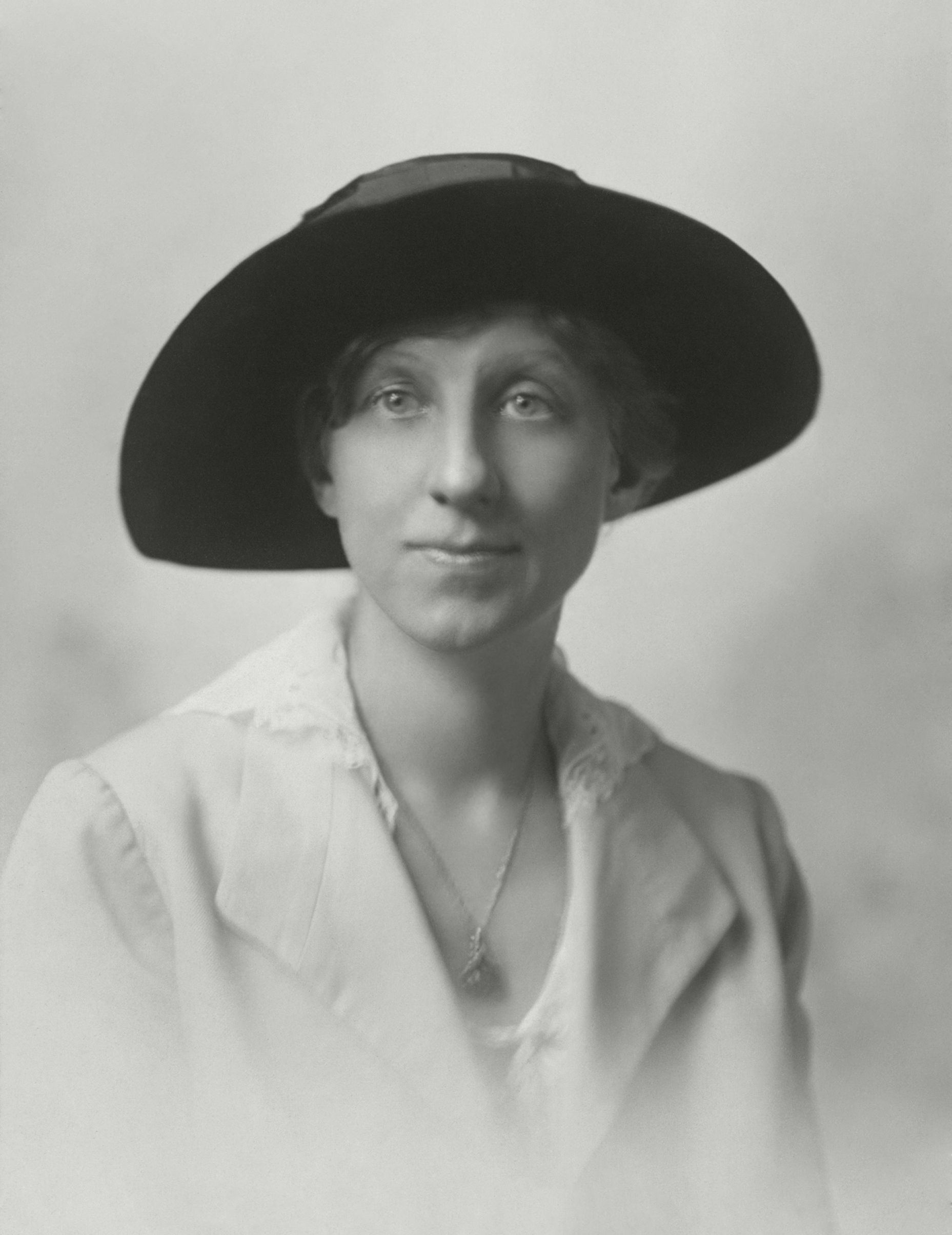
Mabel Vernon
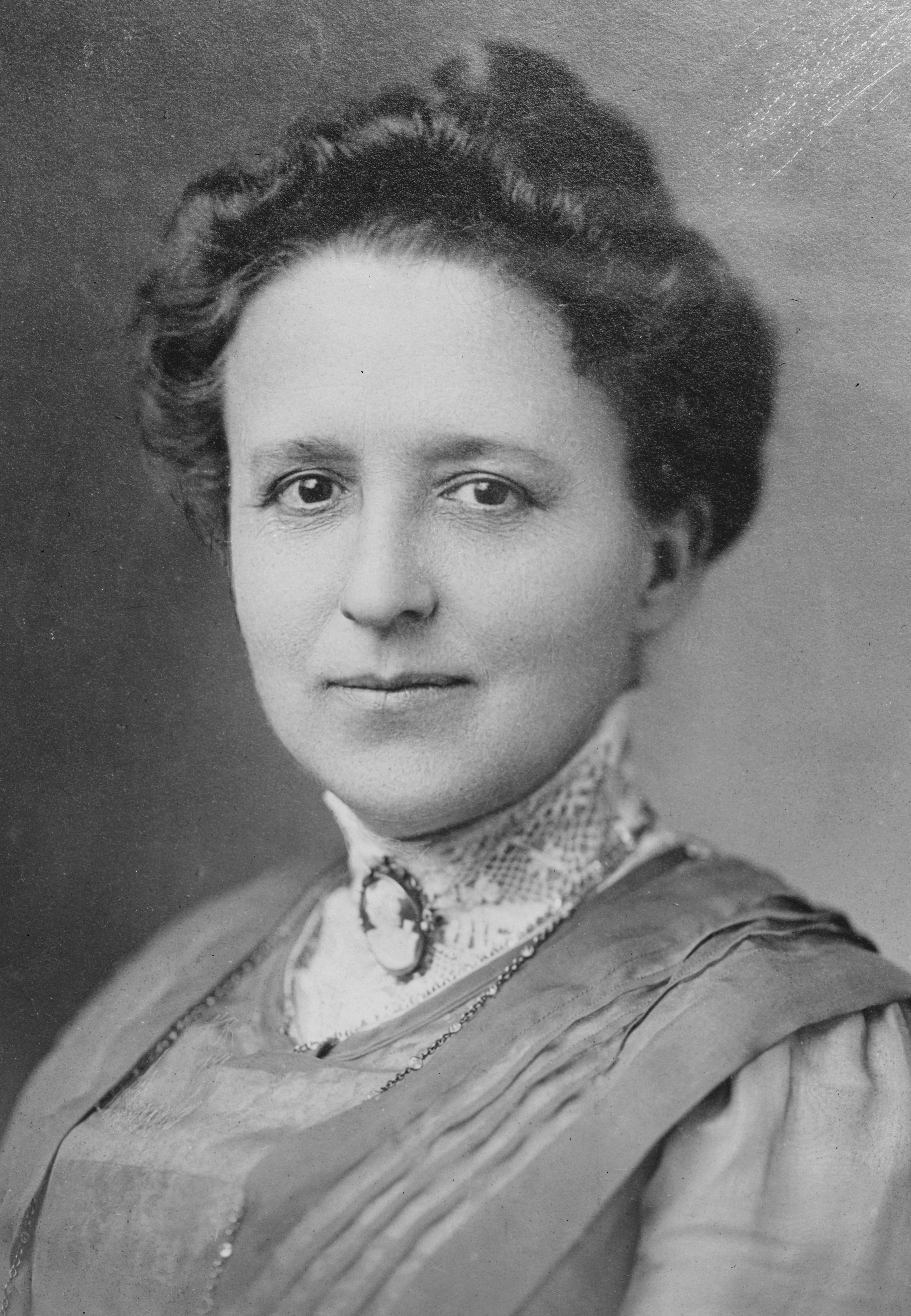
Il giudice Mary Bartelme, vicepresidente della NWP, 1916-1917
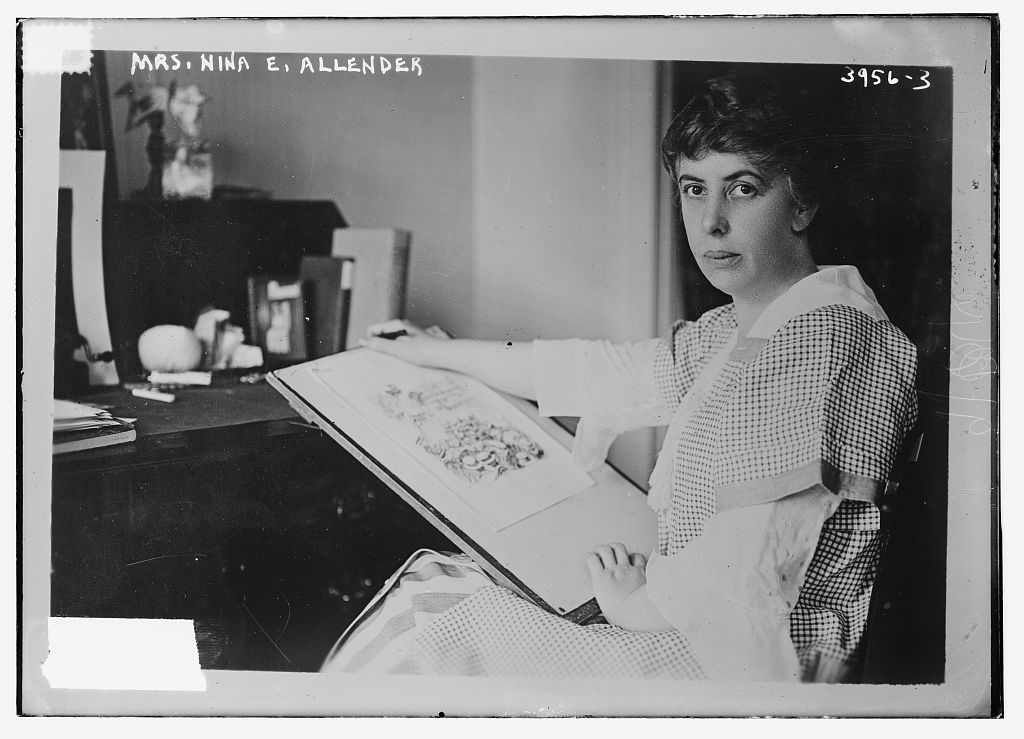
Nina Allender, fumettista politica per The Suffragist
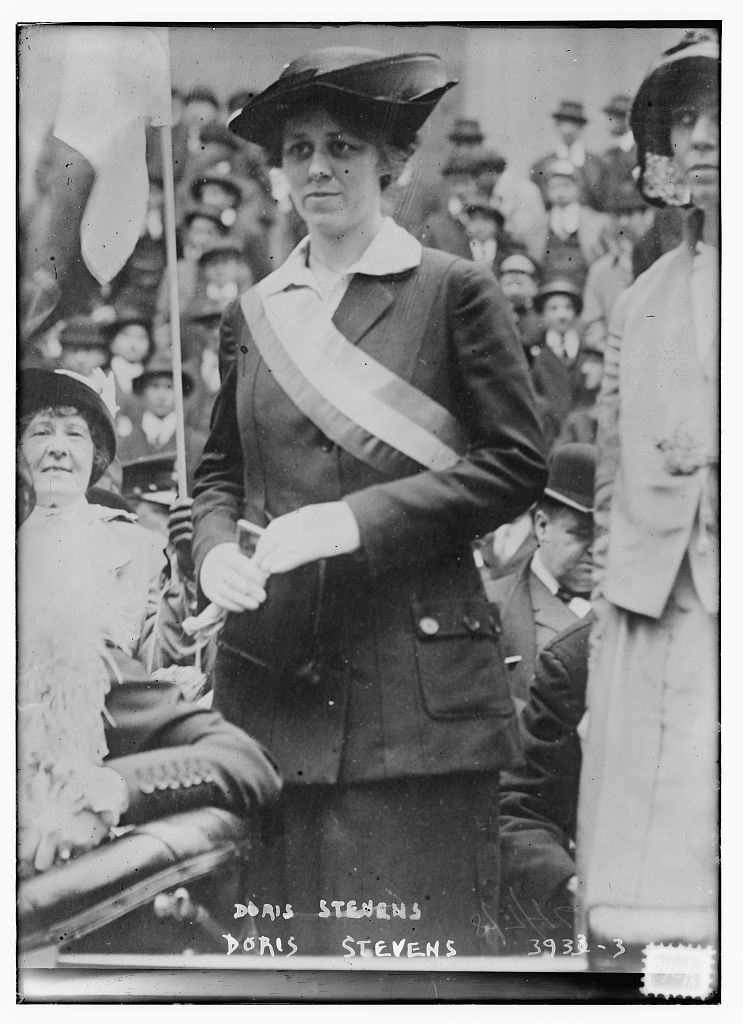
Doris Stevens, autrice di Jailed for Freedom (In carcere per la libertà)
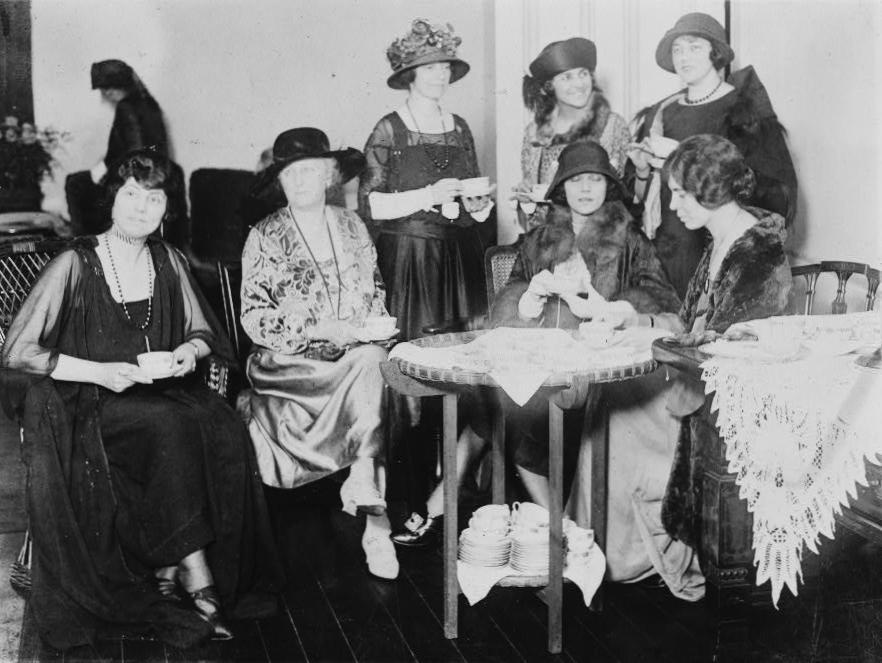
Tè di ricevimento al NWP per Alice Brady

## L'opposizione a Wilson

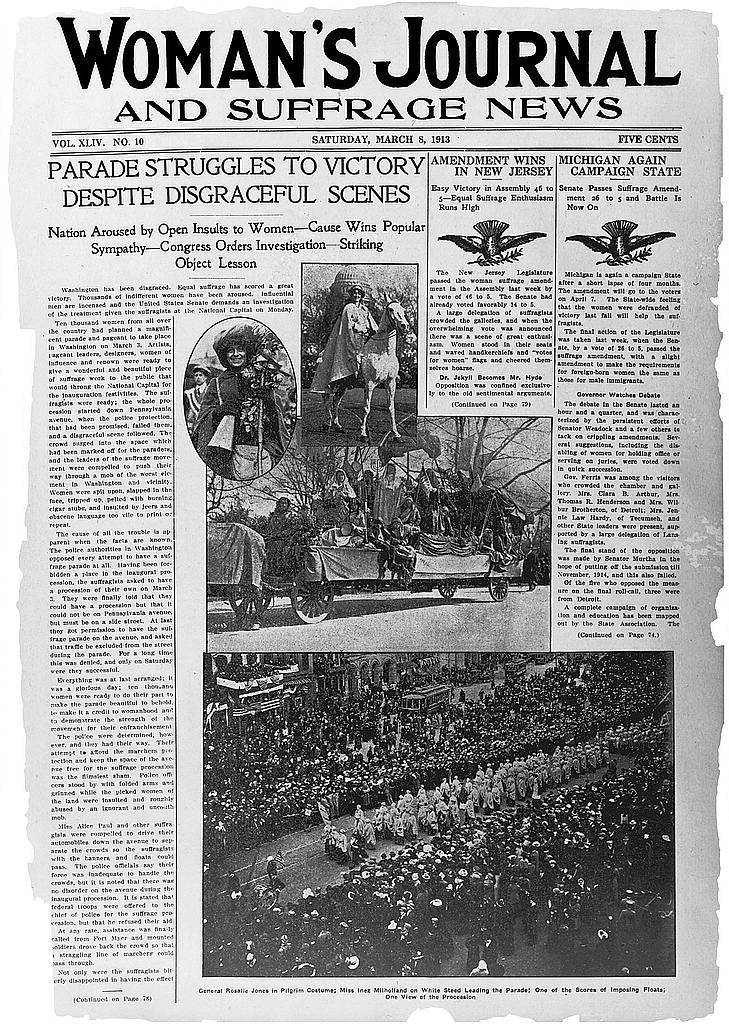
8 marzo 1913, prima pagina del Woman's Journal

Le donne associate al partito organizzarono una parata per il suffragio molto innovativa il 3 marzo 1913, il giorno prima dell'insediamento di Wilson.
Durante la prima riunione del gruppo, la Paul chiarì che il partito non sarebbe stato un partito politico tradizionale e quindi non avrebbe appoggiato un candidato alla presidenza durante le elezioni. Sebbene apartitico, il NWP rivolse la maggior parte della sua attenzione al presidente Woodrow Wilson e ai Democratici, criticandoli come responsabili della mancata approvazione di un emendamento costituzionale. Di conseguenza, nel 1918, la Paul condusse una campagna che boicottava i Democratici a causa del loro rifiuto di sostenere il suffragio femminile. Decisero di boicottare l'intero partito, compresi i Democratici a favore del suffragio. Alla fine il boicottaggio dei Democratici guidato dal NWP portò a una maggioranza repubblicana alla Camera. Il National Woman's Party continuò a concentrarsi sul suffragio come causa principale. Rifiutò di sostenere o attaccare il coinvolgimento americano nella guerra mondiale, mentre la rivale NAWSA, sotto Carrie Chapman Catt, diede pieno sostegno allo sforzo bellico. Di conseguenza un gruppo eterogeneo di attivisti come pacifisti e socialisti è stato attratto dal NWP a causa della sua opposizione a un presidente contrario al suffragio.

## Picchettaggio della Casa Bianca

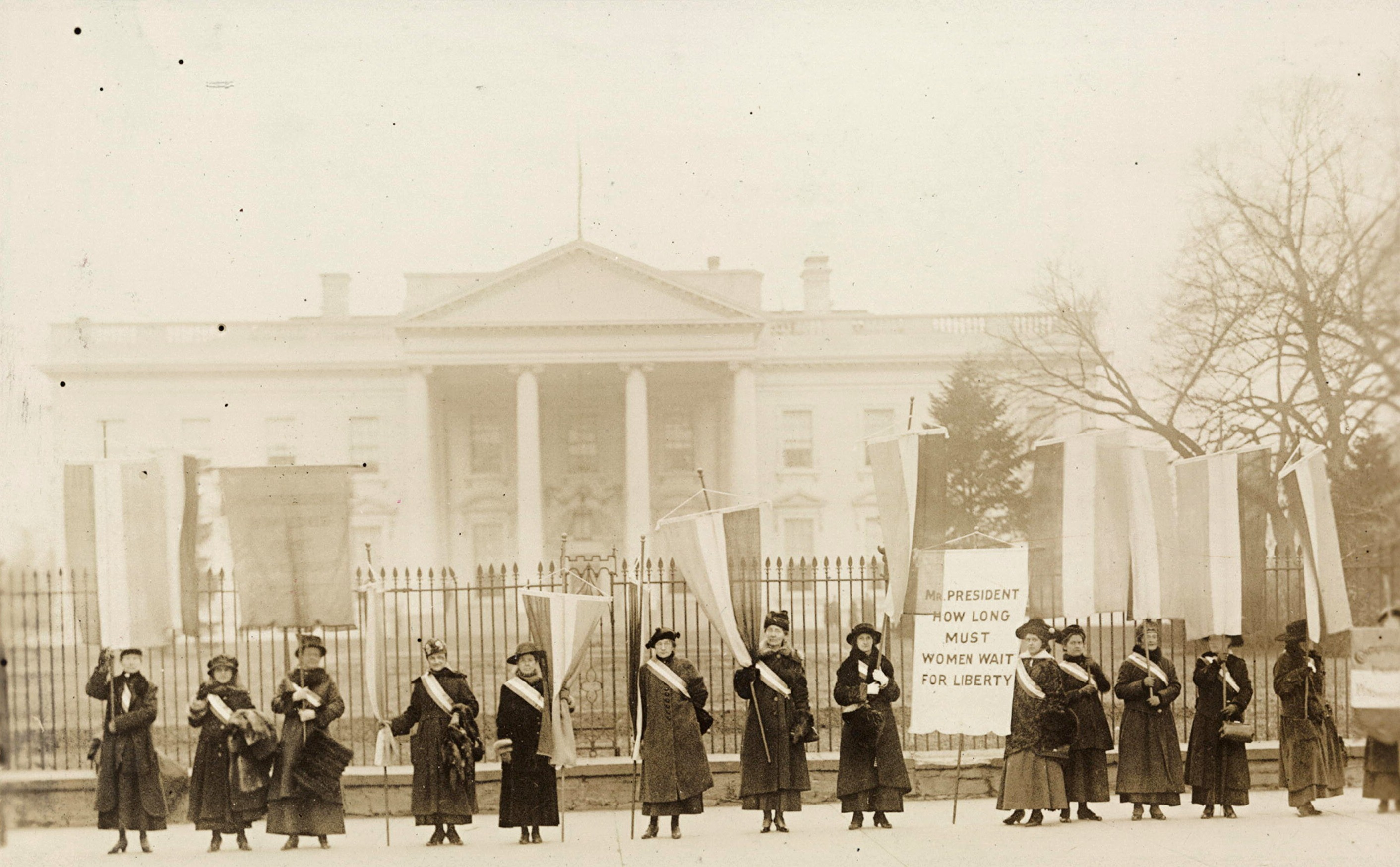
Membri del NWP che picchettano la Casa Bianca durante le proteste delle Silent Sentinels nel 1917; lo striscione recita: "Signor Presidente, quanto tempo devono aspettare le donne per la libertà".

L'escalation del conflitto in Europa non impedì ad Alice Paul e al NWP di protestare contro la posizione ipocrita di Wilson sulla guerra. Wilson promuoveva l'idea di mantenere la democrazia all'estero, anche se gli Stati Uniti avevano ancora negato il diritto di voto a metà dei propri cittadini. I picchetti NWP sono stati visti come controversi perché continuarono durante il tempo di guerra mentre altri gruppi di suffragio come il NAWSA scelsero di sostenere lo sforzo bellico. Conosciuti come "Silent Sentinels", la loro azione durò dal 10 gennaio 1917 al giugno 1919. All'inizio i manifestanti furono tollerati, ma quando continuarono a picchettare dopo che gli Stati Uniti dichiararono guerra nel 1917, furono arrestati dalla polizia per aver ostacolato il traffico. Indipendentemente dal tempo, le donne stavano fuori dalla Casa Bianca con striscioni, ricordando costantemente a Wilson la sua ipocrisia. Quando furono arrestati per la prima volta Lucy Burns affermò che erano prigionieri politici ma furono trattati come prigionieri normali. In omaggio al loro impegno per il suffragio, si rifiutarono di pagare le multe ed accettarono il carcere.
La prima notte che le Silent Sentinel trascorsero in prigione fu conosciuta come la Notte del Terrore: le prigioniere furono picchiate fino a quando alcune di loro persero i sensi, morirono di fame e la Burns ebbe le mani incatenate sopra la testa. A causa di questa detenzione illegale, molti dei membri del NWP iniziarono uno sciopero della fame; di conseguenza alcuni, tra cui Lucy Burns e la Paul, furono alimentate forzatamente dal personale della prigione. Gli scioperi della fame lasciarono le donne deboli e in condizioni terribili, ma loro persistettero. Dopo un po' alle guardie fu intimato di nutrire forzatamente le donne. Avevano tubi lunghi e stretti infilati in gola, che causavano molte ferite che non riuscivano a guarire. Le suffragette erano anche costrette a fornire manodopera nelle case di lavoro e venivano spesso picchiate e maltrattate. Approfittando dei maltrattamenti e degli abusi fisici, alcune delle suffragette condivisero le loro storie con la stampa e con The Suffragist, il loro giornale per il suffragio. Doris Stevens, un importante membro del NWP, scrisse delle loro orribili esperienze nell'Occoquan Workhouse nel suo libro di memorie Jailed for Freedom. La pubblicità risultante avvenne in un momento in cui Wilson stava cercando di costruirsi una reputazione per se stesso e per la nazione come leader internazionale nei diritti umani. Molti degli striscioni contenevano citazioni di Wilson sul sostenimento della democrazia all'estero, il che richiamava l'attenzione sull'ipocrisia di Wilson e sulla sua mancanza di sostegno per un emendamento al suffragio nazionale.
Ci sono molte teorie diverse sul motivo per cui Wilson cambiò la sua posizione sul suffragio. Wilson favorì il suffragio femminile a livello statale, ma respinse il sostegno a un emendamento costituzionale a livello nazionale, perché il suo partito era nettamente diviso, con il Sud che si opponeva a un emendamento sulla base dei diritti dello stato. L'unico stato del sud a concedere il voto alle donne era l'Arkansas. Il NWP nel 1917-1919 prese ripetutamente di mira Wilson e il suo partito per non aver promulgato un emendamento. Wilson, tuttavia, rimase in stretto contatto con i suffragisti più moderati della NAWSA. Continuò a resistere finché non fu sicuro che il Partito Democratico del Nord fosse a suo favore; il referendum del 1917 nello Stato di New York a favore del suffragio si rivelò decisivo per lui. Nel gennaio 1918 Wilson si recò di persona alla Camera e fece un appello forte e ampiamente pubblicato alla Camera affinché approvasse il disegno di legge. Il NWP aveva molte tattiche non violente innovative tra cui organizzare sit-in, organizzare deputazioni di donne della classe alta e della classe operaia, boicottare i Democratici nelle elezioni di medio termine, usare il potere di voto delle donne in occidente, fare appello a Wilson ogni giorno attraverso picchettaggi e richiamare Wilson perché sosteneva la democrazia mondiale ma non la sosteneva in patria. Queste tattiche contribuirono a convincere Wilson a cambiare la sua posizione sul disegno di legge sul suffragio. Alla fine passò, ma il Senato rimase in stallo fino al 1919, quindi inviò finalmente l'emendamento agli stati per la ratifica. La studiosa Belinda A. Stillion Southard scrisse che:

## La lotta per la parità dei diritti

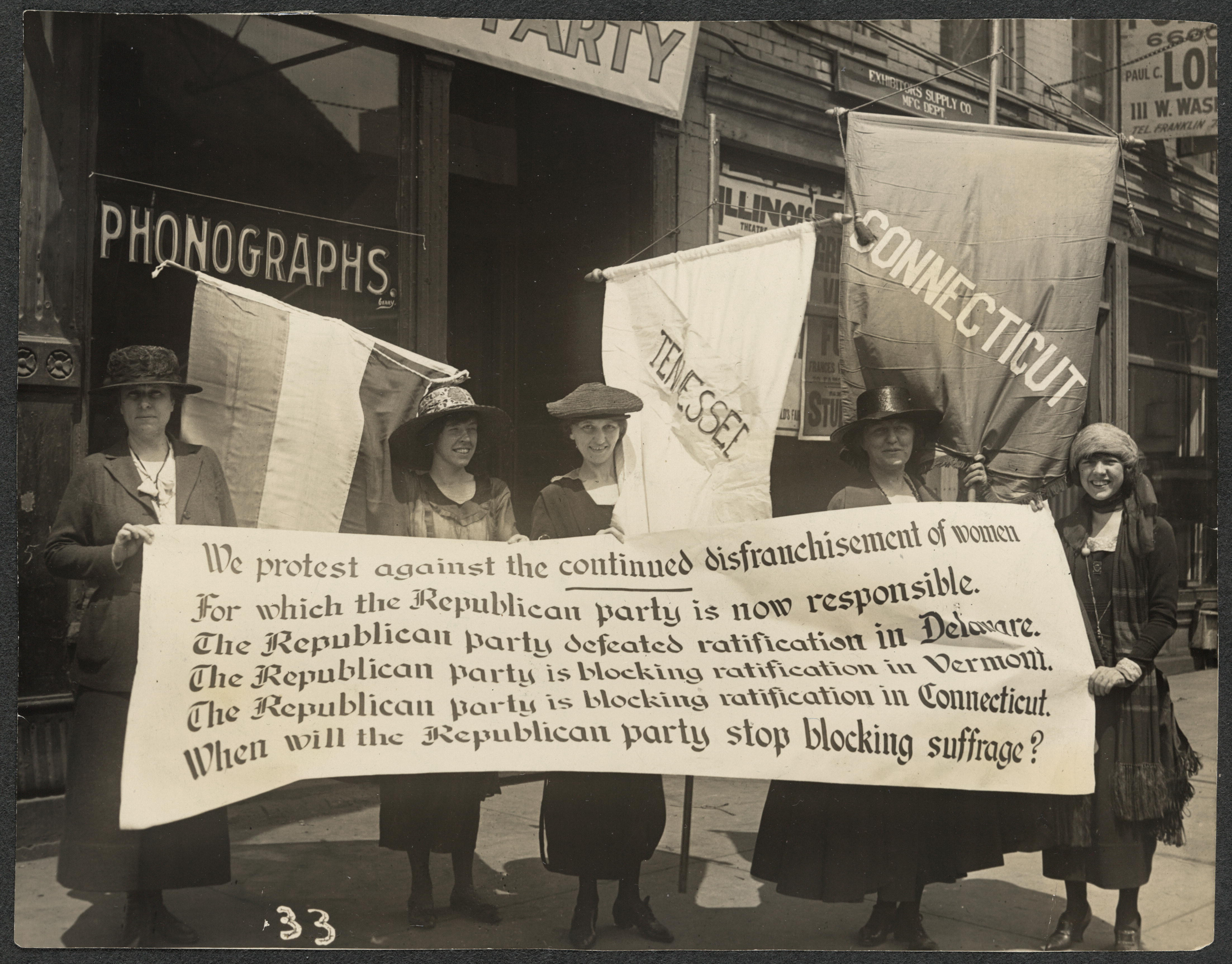
Membri del partito che picchettano la convenzione repubblicana, Chicago, giugno 1920. L-R Abby Scott Baker, Florence Taylor Marsh, Sue Shelton White, Elsie Hill, Betty Gram.

Il NWP svolse un ruolo fondamentale nell'approvazione del Diciannovesimo Emendamento nel 1920, che concedeva alle donne statunitensi il diritto di voto. Alice Paul rivolto quindi la sua attenzione alla garanzia dell'Equal Rights Amendment (ERA) che riteneva vitale per le donne per garantire l'uguaglianza di genere. Il NWP si riunì nel 1923 e pubblicò la rivista Equal Rights. La pubblicazione era rivolta alle donne, ma intendeva anche educare gli uomini sui vantaggi del suffragio femminile, sui diritti delle donne e su altre questioni riguardanti le donne americane.
Uomini e donne avranno uguali diritti in tutti gli Stati Uniti e in ogni luogo soggetto alla sua giurisdizione.
Il NWP non sosteneva la legislazione protettiva e riteneva che queste leggi avrebbero continuato a deprimere i salari delle donne e ad impedire loro di ottenere l'accesso a tutti i tipi di lavoro e parti della società. Ma sosteneva le donne lavoratrici e il loro aiuto fu vitale durante la loro campagna per l'emendamento nazionale. Alice Paul organizzò molte deputazioni della classe operaia ed inviò persino oltre 400 colletti blu per incontrare Wilson. Sebbene considerata molto controversa a causa della differenza di status, questa mossa mostrò il sostegno della Paul a tutti i tipi di donne, non solo a quelle di classe elevata.
Dopo il 1920 il National Woman's Party scrisse oltre 600 atti legislativi che lottavano per l'uguaglianza delle donne; ne furono superati oltre 300. Inoltre il NWP ha continuato a fare pressioni per l'approvazione dell'Equal Rights Amendment e sotto il presidente Sarah Tarleton Colvin, che prestò servizio nel 1933, insistette per la parità di retribuzione. La studiosa Mary K. Trigg osservò:
Nel 1997 il NWP cessò di essere un'organizzazione di lobbistica. Rivolse invece la sua attenzione all'istruzione e alla conservazione della sua raccolta di documenti di prima mano provenienti dal movimento per il suffragio femminile. Il NWP continua a funzionare come organizzazione educativa, mantenendo e interpretando la raccolta lasciata dal lavoro dello storico National Woman's Party.
Il Congresso approvò l'emendamento ERA e molti stati lo ratificarono, ma all'ultimo minuto nel 1982 fu bloccato da una coalizione di conservatori guidata da Phyllis Schlafly e non è fu mai approvato. Tuttavia nel 1964 il NWP riuscì, con il sostegno dei conservatori e contro l'opposizione di liberali, neri e sindacati, ad aggiungere "sesso" al Civil Rights Act of 1964, raggiungendo così alcuni degli obiettivi perseguiti dal NWP.

## Titolo VII della Legge sui Diritti Civili del 1964

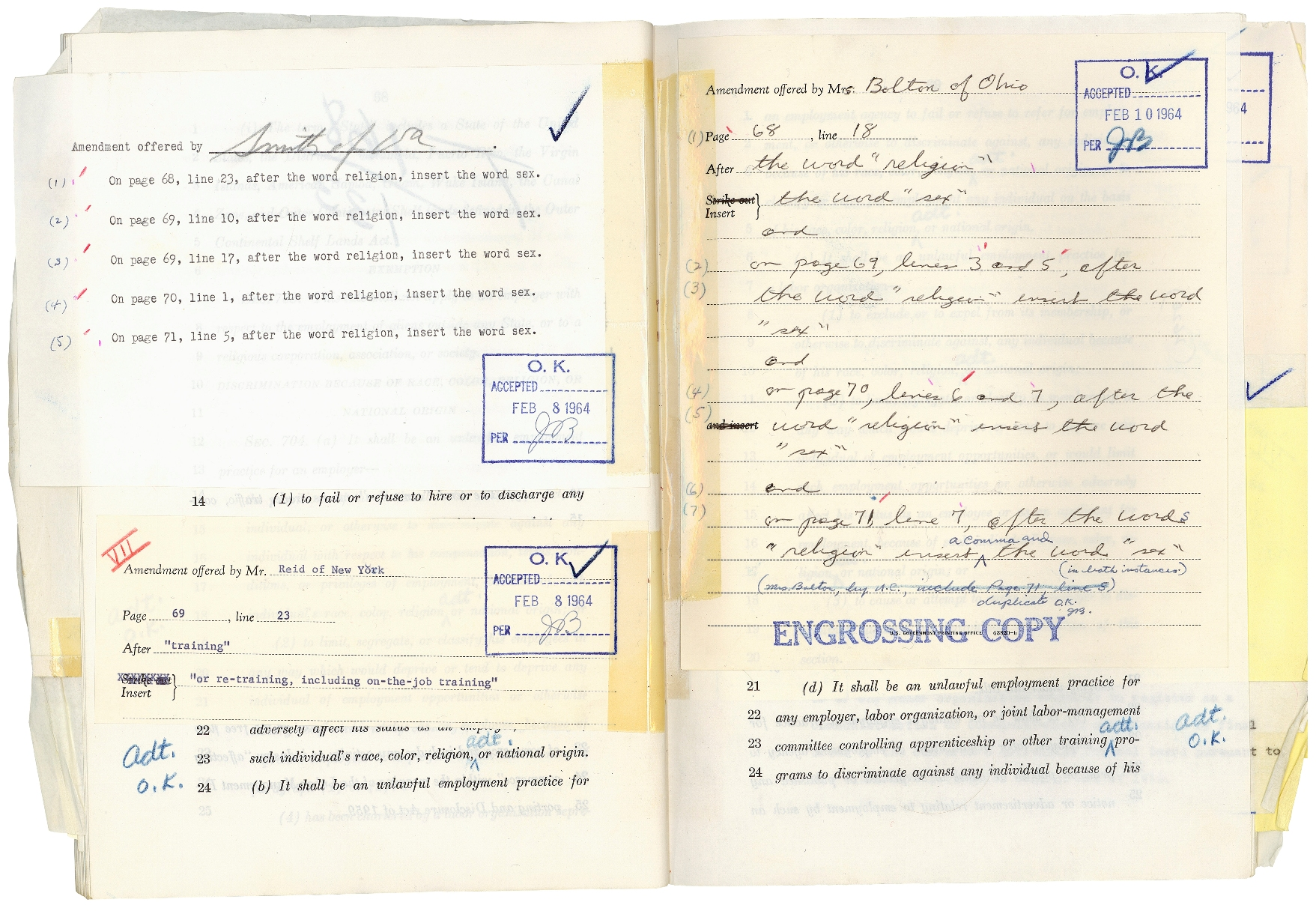
Civil Rights Act del 1964 - emendamento che aggiunge "sesso"

Nel 1963 il Congresso approvò la Legge sulla parità retributiva del 1963, che vietava le differenze salariali in base al sesso.
Il divieto di discriminazione sessuale fu aggiunto da Howard W. Smith, un potente democratico della Virginia che presiedeva il Comitato per le Regole della Casa. Era un conservatore che si opponeva fermamente alle leggi sui diritti civili per i neri, ma votò a sostegno di tali leggi per le donne bianche. L'emendamento di Smith fu approvato con un voto di scrutinio di 168 contro 133.
Gli storici discutono sulla motivazione di Smith: è stato un cinico tentativo di sconfiggere il disegno di legge da parte di qualcuno che si opponeva sia ai diritti civili per i neri che per le donne, o sosteneva i diritti delle donne e stava tentando di migliorare il disegno di legge ampliandolo per includere le donne? Smith si aspettava che i repubblicani, che avevano incluso la parità di diritti per le donne nella piattaforma del loro partito dal 1944, avrebbero probabilmente votato a favore dell'emendamento. Gli storici ipotizzano che Smith stesse cercando di mettere in imbarazzo i democratici del nord che si opponevano ai diritti civili delle donne perché la clausola era contraria ai sindacati.
Smith affermava di sostenere sinceramente l'emendamento e, in effetti, insieme alla rappresentante Martha Griffiths, fu il principale portavoce dell'emendamento. Per vent'anni Smith aveva sponsorizzato l'emendamento sulla parità dei diritti alla Camera, senza alcun collegamento con questioni razziali, perché ci credeva. Per decenni era stato vicino al National Woman's Party e soprattutto alla Paul. Lei e altri attivisti avevano lavorato con Smith dal 1945 cercando di trovare un modo per includere il sesso come categoria protetta dei diritti civili. Ora era il momento. Griffiths sosteneva che la nuova legge avrebbe protetto le donne nere ma non le donne bianche, e questo era ingiusto nei confronti delle donne bianche. Inoltre sosteneva che le leggi che "proteggevano" le donne dai lavori spiacevoli erano in realtà progettate per consentire agli uomini di monopolizzare quei lavori, e questo era ingiusto nei confronti delle donne a cui non era permesso provare per quei lavori. L'emendamento passò con i voti dei repubblicani e dei democratici del sud. La legge finale fu approvata con i voti dei repubblicani e dei democratici del nord. Tuttavia nel 1964 il NWP e Pauli Murray riuscirono, con il sostegno dei conservatori e contro l'opposizione di liberali, neri e sindacati, ad aggiungere "sesso" al Civil Rights Act of 1964, raggiungendo così alcuni degli obiettivi perseguiti dal NWP. Pauli Murray fu anche determinante nell'inclusione del sesso nel titolo VII del Civil Rights Act. Il titolo VII del Civil Rights Act vieta la discriminazione basata sul sesso, che è stata attribuita al progresso delle donne come gruppo.

## Pubblicazioni

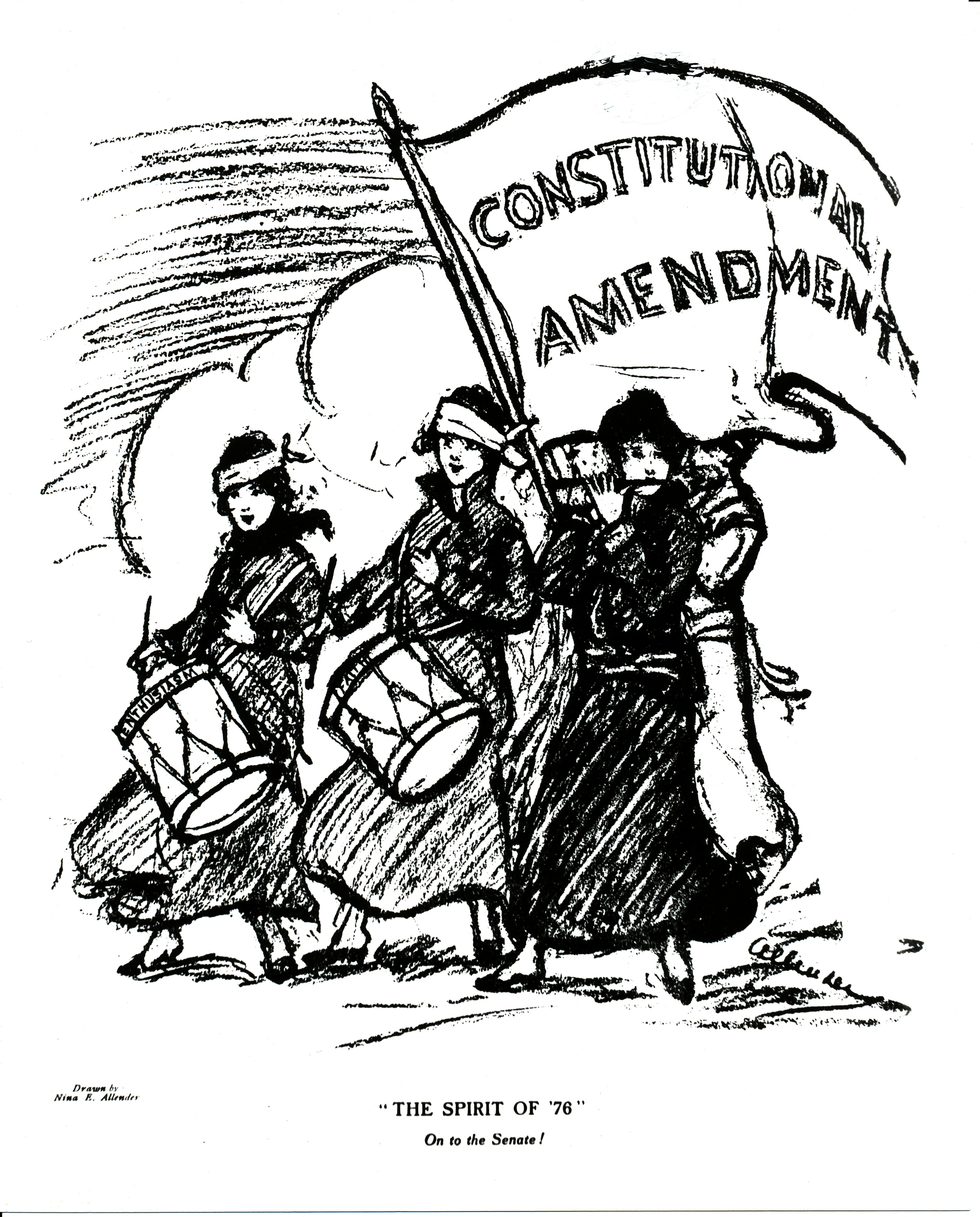
Nina E. Allender, Lo spirito del '76.' Al Senato!, 1915

Il giornale Suffragist fu fondato dalla Congressional Union for Woman Suffrage nel 1913. È stato definito "l'unico giornale politico femminile negli Stati Uniti" ed è stato pubblicato per promuovere le attività del suffragio femminile. Il Suffragist seguiva gli eventi settimanali e promuoveva le diverse opinioni dei leader del NWP. I suoi articoli contenevano vignette politiche, di Nina E. Allender per raccogliere sostegno per il movimento e comunicare lo stato dell'emendamento del suffragio.
(The Suffragist, 1914)
Dopo l'approvazione dell'emendamento per il diritto di voto delle donne, la pubblicazione fu interrotta dal National Woman's Party e si avvicendò nel 1923 in Equal Rights. Pubblicato fino al 1954, Equal Rights iniziato come una newsletter settimanale e si è evoluto in una pubblicazione bimestrale volta a tenere informati i membri del NWP sugli sviluppi relativi all'ERA e alle questioni legislative. Comprendeva rapporti sul campo, aggiornamenti legislativi e caratteristiche sulle attività del NWP e comprendeva scritti di collaboratori tra cui Crystal Eastman, Zona Gale, Ruth Hale e Inez Haynes Irwin. Josephine Casey apparve sulla copertina della pubblicazione nell'aprile 1931 a seguito della sua rubrica ricorrente sulle condizioni di lavoro delle lavoratrici tessili in Georgia.

## Eredità

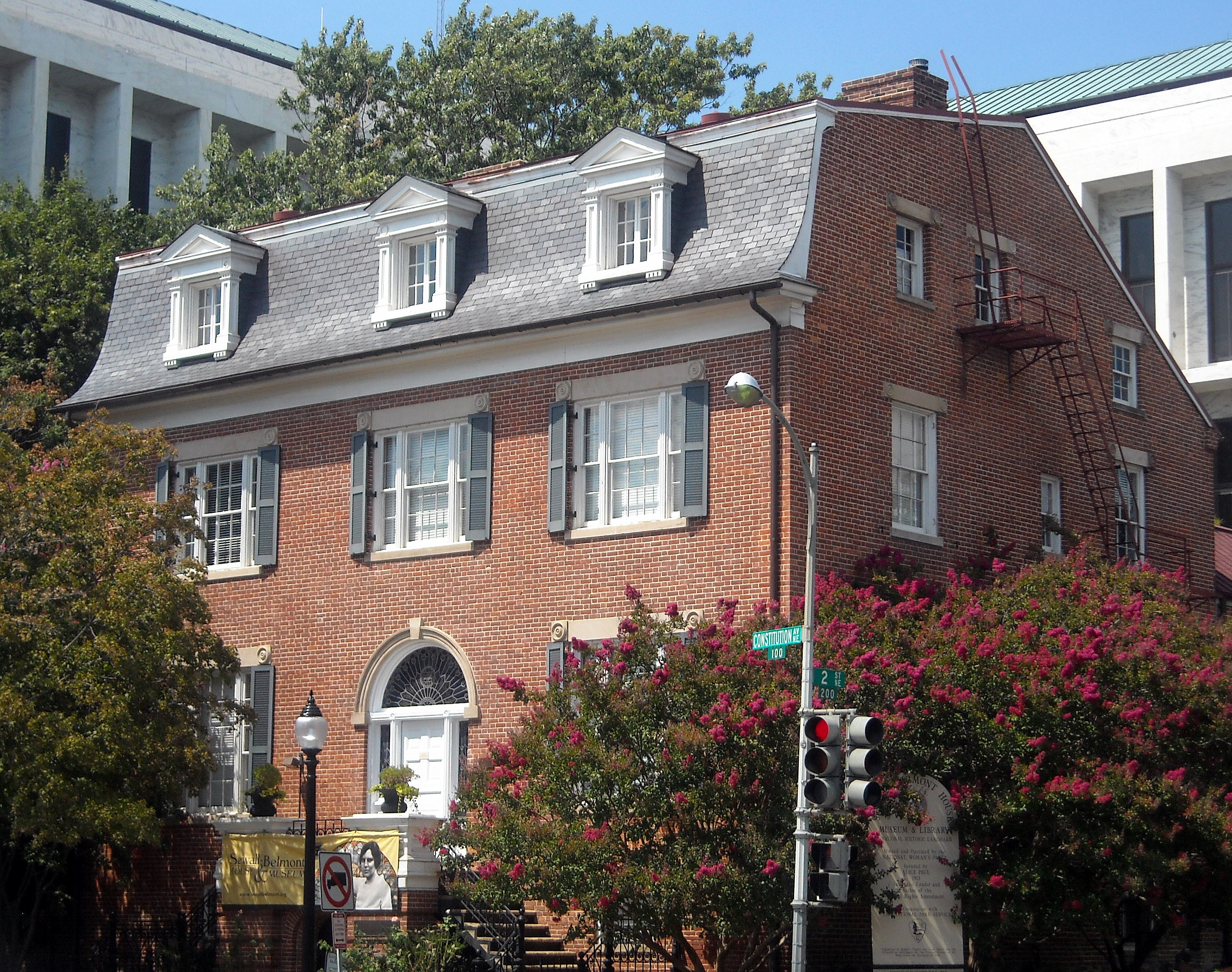
Monumento nazionale per l'uguaglianza delle donne di Belmont-Paul, Washington, D.C., sede dello storico Partito Nazionale della Donna

Il diciannovesimo emendamento, che proibisce la negazione del diritto di voto sulla base del sesso, divenne legge quando fu ratificato da un numero sufficiente di stati nel 1920. Molte donne e uomini afroamericani nelle Leggi Jim Crow, tuttavia, rimasero privati dei diritti civili dopo la ratifica di questo emendamento fino al Voting Rights Act del 1965.
Oggi il National Woman's Party esiste come organizzazione educativa 501c3. Il suo compito è ora la conservazione e l'interpretazione della collezione e degli archivi dello storico National Woman's Party. Il NWP opera da Belmont, Paul Women's Equality National Monument a Washington, dove sono esposti gli oggetti della collezione. L'eredità che questo gruppo ha lasciato è mista. Sebbene Alice Paul e il NWP siano stati determinanti nell'approvazione del diciannovesimo emendamento, il partito non riuscì a includere le donne nere e ha rifiutò di aiutarle a ottenere il diritto di voto. Per mantenere il sostegno dei membri meridionali del NWP, la Paul si rifiutò di sollevare la questione della razza nel sud. La sua concentrazione risoluta sull'ERA l'ha portò a rifiutarsi di combattere le leggi Jim Crow che impediscono alle donne di colore il diritto di voto. La storica Nancy Cott notò che quando il partito si trasferì negli anni '20 rimase ideologicamente coerente nel perseguimento di un obiettivo solitario per le donne e rimase un gruppo di pressione gestito in modo autocratico, con una sola mente e un unico problema, ancora dipendente dal fatto di poter entrare nel giornali come mezzo per pubblicizzare la sua causa, insistendo molto sul metodo di "entrare in contatto con gli uomini chiave".
I lobbisti della NWP andarono direttamente dai legislatori, dai governatori e dai presidenti, non dai loro elettori.

Nel 1972 il Congresso approvò l'Emendamento ERA e molti stati lo ratificarono, ma nel 1982 fu fermato da una coalizione di conservatori guidata da Phyllis Schlafly e non fu mai approvato.

## Membri di rilievo

### Stati e capi di stato
Quando il National Women's Party fu costituito nel 1918, erano rappresentati quarantaquattro stati e il Distretto della Columbia.

#### Comitato Nazionale dei Presidenti di Stato, 1920
Florence Bayard Hilles come Presidente del Comitato Nazionale e Miss Mary Ingham come segretaria.
| Stato                 | Nome                                                       | Città o paese          | Note | Immagine                                                   |
| --------------------- | ---------------------------------------------------------- | ---------------------- | --- | ---------------------------------------------------------- |
| Alabama               | Sara Haardt                                                | Montgomery             | Capo della sezione dell'Alabama del National Woman's Party. |                                                            |
| Arizona               | Nellie A. Hayward                                          | Douglas                | Capo della sezione dell'Arizona del National Woman's Party. È stata assistente segretaria della sesta legislatura dello stato dell'Arizona, membro della Camera dei rappresentanti dell'Arizona, eletta nel 1918 dalla contea di Cochise, in Arizona, e insieme agli ex leader del suffragio Rosa McKay, Pauline O'Neill e Anna Westover, votò per il Susan B. Anthony Amendment che fu approvato da entrambe le Camere senza un voto contrario. |                                                            |
| California            | Genevieve Allen                                            | San Francisco          | Capo della sezione californiana del National Woman's Party (NWP). Membro del National Women's Party che cercava il sostegno dell'allora senatore statunitense Warren G. Harding. | Mrs. Genevieve Allen front row: Far right                  |
| Colorado              | Bertha W. Fowler                                           | Colorado Springs       | Capo della sezione del Colorado del National Woman's Party. Caroline Spencer era la segretaria. | Mrs. Bertha W. Fowler: Fourth from left                    |
| Connecticut           | Katharine Martha Houghton Hepburn (Mrs. Thomas N. Hepburn) | Hartford               | Capo della sezione del Connecticut del National Woman's Party e presidente del National Executive Committee del NWP. | Katharine Martha Houghton Hepburn (Mrs. Thomas N. Hepburn) |
| Delaware              | Florence Bayard Hilles                                     | Wilmington             | Capo della sezione del Delaware del National Woman's Party e membro del comitato esecutivo nazionale. Figlia di Thomas F. Bayard, trascorse 3 giorni di una condanna a 60 giorni per picchettaggio alla Casa Bianca e fu graziata dal presidente Wilson. | F B Hilles                                                 |
| Distretto di Columbia | Delia Sheldon Jackson                                      |                        | Capo della sezione di Washington del National Woman's Party. Membro del gruppo che chiese il sostegno dl senatore Harding. |                                                            |
| Florida               | Helen Hunt                                                 | Jacksonville           | Capo della sezione della Florida del National Woman's Party. La Hunt era giornalista e avvocato, nata il 10 febbraio 1892 da Aaron e Lillian Hunt. |                                                            |
| Georgia               | Mrs. W.A. Maddox                                           | Atlanta                | Capo della sezione georgiana del National Woman's Party |                                                            |
| Idaho                 | Mrs. John E. White                                         | Twin Falls             | Capo della sezione dell'Idaho del National Woman's Party |                                                            |
| Illinois              | Mrs. Lola Maverick Lloyd                                   |                        | Capo della sezione dell'Illinois del National Woman's Party |                                                            |
| Indiana               | Mrs. W.C. Bobbs                                            | Indianapolis           | Capo della sezione dell'Indiana del National Woman's Party |                                                            |
| Iowa                  | Mrs. Florence Harsh                                        | Des Moines             | Capo della sezione dello Iowa del National Woman's Party |                                                            |
| Kansas                | Mrs. Lilla Day Monroe                                      | Topeka                 | Capo della sezione del Kansas del National Woman's Party. Presidente della Kansas Equal Suffrage Association, editore di "The Club Member" e "The Kansas Woman's Journal", ed è stata uno dei membri fondatori del Good Government Club. |                                                            |
| Kentucky              | Edith Callahan                                             | Louisville             | Capo della sezione del Kentucky del National Woman's Party. |                                                            |
| Louisiana             | Mrs. E. G. Graham (Eleanor G. Graham)                      | New Orleans            | Capo della sezione della Louisiana del National Woman's Party. |                                                            |
| Maine                 | Florence Brooks Whitehouse (Mrs. Robert Treat Whitehouse)  | Portland (Maine)       | Contribuì al lancio della filiale del Maine del National Woman's Party e prestò servizio come primo capo. |                                                            |
| Maryland              | Mrs. Donald R. Hooker                                      | Baltimora              | Capo della sezione del Maryland del National Woman's Party. Redattore del Maryland Suffrage News poi The Suffragist. |                                                            |
| Massachusetts         | Agnes H. Morey                                             | Brookline              | Capo della sezione del Massachusetts del National Woman's Party. Anche sua figlia, Katharine A. Morey (una delle sentinelle silenziose), era nel movimento per il suffragio. |                                                            |
| Michigan              | Marjorie Miller Whittemore (Mrs. W. Nelson Whittemore)     | Detroit                | Capo della sezione del Michigan del National Woman's Party. Da non confondere con sua cognata Miss Margaret Faye Whittemore, anche lei membro del NWP. |                                                            |
| Minnesota             | Sarah Tarleton Colvin (Mrs. A. R. Colvin)                  | St. Paul               | Capo della sezione del Minnesota del National Woman's Party. |                                                            |
| Mississippi           | Ann Calvert Neely                                          | Vicksburg, Mississippi | Capo della sezione del Mississippi del National Woman's Party. |                                                            |
| Missouri              | Mrs. H.B. Leavens                                          | Kansas City            | Capo della sezione del Missouri del National Woman's Party. Formò la Kansas City Woman Suffrage Association nel 1911 insieme ad altri come la dottoressa Dora Green, Helen Osborne (segretaria), la signora G.B. Longan, la signora Henry N. Ess (presidente) e Clara Cramer Leavens (tesoriere). |                                                            |
| Nebraska              | Gertrude Hardenburg Laws Hardy (Mrs. W. E. Hardy)          | Lincoln                | Capo della sezione del Nebraska del National Woman's Party. |                                                            |
| New Hampshire         | Mrs. Winfield Shaw                                         | Manchester             | Capo della sezione del New Hampshire del National Woman's Party. |                                                            |
| New Jersey            | Alison Turnbull Hopkins (Mrs. J. A. H. Hopkins)            | Newark                 | Capo della sezione del New Jersey del National Woman's Party. Sposata con J. A. H. Hopkins, membro de Il Comitato dei 48. |                                                            |
| Nuovo Messico         | Cora Armstrong Kellam (Mrs. Arthur A. Kellam)              | Albuquerque            | Capo della sezione del New Mexico del National Woman's Party. Insieme a Florence Bayard Hilles (presidente del Delaware NWP) c'erano membri del "Comitato delle donne del Consiglio di difesa nazionale" che incontrarono il presidente e la signora Wilson sull'Emendamento del Suffragio Federale. |                                                            |
| New York              | Alva Belmont (Mrs. O. H. P. Belmont)                       | Long Island            | Capo della sezione di New York del National Woman's Party. Sig.ra John Winters Brannan (sostituta) |                                                            |
| Carolina del Nord     | Ella St. Clair Thompson                                    | Spruce Pine            | Capo della sezione della Carolina del Nord del National Woman's Party. |                                                            |
| Dakota del Nord       | Beulah McHenry Amidon (Mrs. Chas. Amidon)                  | Fargo                  | Capo della sezione del North Dakota del National Woman's Party. Non deve essere confusa con sua figlia, anche lei chiamata Beulah Amidon (in seguito Beulah Amidon Ratliff) e nota come "il picchetto più carino" |                                                            |
| Ohio                  | Helen Clegg Winters (Mrs. Valentine Winters)               | Dayton                 | Capo della sezione dell'Ohio del National Woman's Party. |                                                            |
| Oklahoma              | Miss Ida F. Halsey                                         | Oklahoma City          | Capo della sezione dell'Oklahoma del National Woman's Party. Fu sostituita da Florence Etheridge Cobb nel 1922. |                                                            |
| Oregon                | Mrs. W. J. Hawkins                                         | Portland               | Capo della sezione dell'Oregon del National Woman's Party. |                                                            |
| Pennsylvania          | Miss Mary H. Ingham                                        | Filadelfia             | Capo della sezione della Pennsylvania del National Woman's Party. |                                                            |
| Rhode Island          | Mary Lavinia Archbold Van Beuren (Mrs. Michael Van Beuran) | Newport                | Capo della sezione del Rhode Island del National Woman's Party. |                                                            |
| Carolina del Sud      | Mrs. W. P. Vaughan                                         | Greenville             | Capo della sezione della Carolina del Sud del National Woman's Party. |                                                            |
| Dakota del Sud        | Harriet E. Fellows Mrs. A. R. Fellows                      | Sioux Falls            | Capo della sezione del Dakota del Sud del National Woman's Party. |                                                            |
| Tennessee             | Sue Shelton White                                          | Jackson                | Capo della sezione del Tennessee del National Woman's Party. |                                                            |
| Texas                 | Anna Tidball Millett (Mrs. Paul Millett)                   | Fort Worth             | Capo della sezione texana del National Woman's Party. |                                                            |
| Utah                  | Mrs. Louise Garnett                                        | Salt Lake City         | Capo della sezione dello Utah del National Woman's Party. |                                                            |
| Virginia              | Mrs. Sophie G. Meredith                                    | Richmond               | Capo della sezione della Virginia del National Woman's Party. |                                                            |
| Washington            | Mrs. Sophie L. W. Clark                                    | Seattle                | Capo della sezione di Washington del National Woman's Party. |                                                            |
| Virginia Occidentale  | Miss Florence Hoge                                         | Wheeling               | Capo della sezione della Virginia Occidentale del National Woman's Party. |                                                            |
| Wisconsin             | Mabel Raef Putnam Mrs. Frank Putnam                        | Milwaukee              | Capo della sezione del Wisconsin del National Woman's Party. |                                                            |
| Wyoming               | Mrs. P. E. Glafcke                                         | Cheyenne               | Capo della sezione del Wyoming del National Woman's Party. |                                                            |

### Altri membri illustri
- Edith Ainge (1873-1948), tesoriera del NWP
- Nina E. Allender
- Caroline Lexow Babcock
- Abby Scott Baker
- Mary Ritter Beard
- Alva Belmont
- Harriot Stanton Blatch
- Lucy Burns
- Marion Cothren
- Dorothy Day
- Amelia Earhart
- Crystal Eastman
- Julia Emory
- Sara Bard Field
- Phoebe Hearst
- Alison Turnbull Hopkins
- Inez Haynes Irwin
- Edna Buckman Kearns (1881-1934), attivista del suffragio

- Anne Martin
- Nell Mercer[53]
- Inez Milholland
- Vida Milholland
- Alice Paul
- Florence Kenyon Hayden Rector
- Rebecca Hourwich Reyher
- Caroline Spencer
- Doris Stevens
- Phyllis Terrell
- Mabel Vernon
- Agnes E. Wells
- Evelyn Wotherspoon Wainwright[54]
- Rose Winslow
- Margaret Fay Whittemore
- Emma Wold
- Clara Snell Wolfe
- Maud Younger (1870-1936), suffragista, femminista, attivista sindacale